# Walther P99
Walther P99 je poluautomatski pištolj koji je razvila njemačka tvrtka Carl Walther GmbH Sportwaffen iz Ulma namijenjen policiji, vojnim snagama i civilnom tržištu kao zamjena za Walther P5 i P88.
Dizajn na novoj generaciji pištolja započeo je 1993. i trajao je do 1996., dok je 1997. predstavljen P99 te iste godine započinje serijska proizvodnja. Oružje je prvi puta predstavljeno s 9x19mm Parabellum streljivom. Model .40 S&W prvenstveno je razvijen za američko tržište te tamo ulazi 1998.
Pištolj koristi njemačka pokrajinska policija u Sjevernoj Rajni-Vestfaliji na zapadu zemlje, poljska policija i specijalne snage finske vojske čiji pištolji nose oznaku Pist 2003 (Pistooli 2003).

## Detalji dizajna
Tijelo (eng. frame) Walthera P99 izrađeno je od polimera dok je gornji klizni dio pištolja (eng. slide) izrađen od čelika. S desne strane pištolja postoji crveni indikator koji svijetli kad je pištolj repetiran. Osim sigurnosne kočnice, P99 ima mogućnost podešenja paljbe i za utjecaj vjetra i visine. 
Walther P99 dostupan je u tri boje: potpuno crnoj, crnoj boji s kliznim dijelom obloženim titanom i vojno masliastoj boji s kliznim dijelom crne boje. Tek je kompaktna verzija Walthera P99 dostupna samo u crnoj boji.

## Redizajn
Redizajnirani P99 predstavljen je 2004. te je uključivao i promjene na okidaču. Walther je također iskoristio tu mogućnost da izvrši redizajn na kliznom dijelu pištolja (eng: slide) kako bi krajnjem korisniku dodatno olakšao rukovanje.
Neki modeli izrađeni 2005. i svi kasniji modeli doživjeli su još jedan redizajn i to u obliku izduženog okvira.

## Modeli

#### P99AS
Model kod kojeg je AS označavao Anti Stress odnosno onemogućavanje trzaja prilikom paljbe.

#### P99DAO
Sličan prethodno proizvedenom modelu P990.

#### P99QA
Ovaj model preuzeo je neke Glockove karakteristike. Njegova proizvodnja najavljena je 2000. i 2001.

#### P99C
Kompaktni model P99.

#### P99RAM
Pištolj namijenjen obuci koji ispaljuje jeftine paintball i rubberball kuglice. Njegov dizajn i rukovanje su u potpunosti preuzeti od P99.

#### Limitirana edicija
Walther je stvorio nekoliko limitiranih edicija kao što su:
- MI-6 (James Bond) - proizveden iz marketinških razloga, vezan uz novije filmove o Jamesu Bondu.
- Year 2000 - ograničena količina P99 proizvedenih u spomen na novo tisućljeće. Napravljeno ih je točno 2000 primjeraka.
- P99TA - model izrađen za policiju u Baden-Württembergu 2002. Otprilike, proizvedeno ih je 50, a od toga 25% prodano je u civilne svrhe (od toga ih je 10 izvezeno u SAD).

- P99 rastavljen na dijelove.
- Maslinasto zeleni P99 in 9x19mm.
- P99c AS poljske izrade.

#### P99 RAD
Pištolj koji u Poljskoj na temelju licence proizvodi domaća tvrtka Fabryka Broni Radom.

#### Smith & Wesson SW99
Pištolji su proizvedeni u suradnji njemačkog Walthera i američkog Smith & Wessona. Suradnja je sklopljena u obliku "joint venturea".
Tijela pištolja proizvedena su u Njemačkoj a klizni dio i cijevi pištolja u SAD-u. 
Proizvedeni pištolji (njemački i američki) gledaju se kao dva odvojena (različita) modela te se međusobno razlikuju prema sigurnosnoj kočnici, dršci i dizajnu kliznog dijela. Smith & Wesson SW99 dostupan je i sa streljivom kalibra .45 ACP, dok njemačka P99 verzija nije. P99 razvijen je i uveden prije SW99. Walther je uveo sustav kodiranja boja kako bi se označile razlike između ranih generacija okvira od SW99 i P99 (najnovije generacije koristile su svjetlo plavu boju okvira). Svi 9mm P99 modeli bili su u potpunosti njemačke proizvodnje. U prošlosti su neke P99 .40 komponente proizvedene po licenci Smitha & Wessona. Na pištoljima kojima su cijev, klizni dio i tijelo pištolja 100% proizvedeni Njemačkoj, nalazi se žig koji prikazuje orla preko slova N. Time se osim proizvodnje spomenutih dijelova, dokazuje i da je oružje testirano.
P99 pištolji koji na sebi nose ugraviranu oznaku "SMITH & WESSON Springfield, MA" na prednjoj desnoj strani kliznog dijela, označeni su da je Smith&Wesson uvoznik tog oružja za područje SAD-a, a ne da su ga oni proizveli.

## Korisnici
- Njemačka: 41.000 komada P99DAO pištolja 2005. naručila je policija iz njemačke pokrajine Sjeverna Rajna-Vestfalija[4][5]
- Finska: finske oružane snage koriste pištolj pod oznakom PIST 2003 (Pistooli 2003)[6] Također, P99 je novi pištolj u službi finske policije i granične službe (7.800 pištolja).[7][8]
- Irak: u iračkoj vojsci je 19.000 pištolja.
- Irska: detektivi u službi irske policije koriste P99C.[9]
- Kanada: P99 koriste u montréalskoj[10] i québeškoj policiji.
- Malezija: malajska kraljevska policija (20.000 pištolja).[11]
- Nizozemska: od 2013. godine nizozemska policija je opremljena s modelom P99Q koji je zamijenio postojeći Walther P5.[12][13]
- Poljska:[14] za potrebe poljske policije, domaća industrija Fabryka Broni Radom licencno proizvodi P99 RAD.
- Portugal[15]
- Ujedinjeno Kraljevstvo: specijalne snage policije iz Nottinghamshirea koriste model P990DAO.

## Poveznice
- Web stranica proizvođača  Arhivirana inačica izvorne stranice od 16. travnja 2010. (Wayback Machine)
- Korisničke upute
- Stranice Walthera za tržište SAD-a
- FAQ o modelu Walther P99  Arhivirana inačica izvorne stranice od 14. ožujka 2004. (Wayback Machine)
- world.guns.ru  Arhivirana inačica izvorne stranice od 14. rujna 2010. (Wayback Machine)
- Forum o Waltheru